# Olios francoisi
Olios francoisi är en spindelart som först beskrevs av Simon 1898.  Olios francoisi ingår i släktet Olios och familjen jättekrabbspindlar. Inga underarter finns listade i Catalogue of Life.